# Ammochloa pungens
Ammochloa pungens är en gräsart som först beskrevs av Johann Christian Daniel von Schreber, och fick sitt nu gällande namn av Pierre Edmond Boissier. Ammochloa pungens ingår i släktet Ammochloa och familjen gräs. Inga underarter finns listade i Catalogue of Life.